# Bật nhảy
Cú nhảy hay bật nhảy (Jumping) là một hình thức vận động hoặc chuyển động trong đó một sinh vật (hoặc hệ thống cơ học như rô bốt, máy móc) thực hiện động tác tự đẩy bật toàn bộ cơ thể lên không trung theo một quỹ đạo đạn đạo.  Một cú bật nhảy có thể được phân biệt với chạy, phi nước đại và các kiểu dáng đi khác, theo đó bật nhảy là khi toàn bộ cơ thể tạm thời ở trên không, bởi thời gian tương đối dài của giai đoạn trên không trước khi tiếp đất và góc phóng ban đầu cao. Một số loài động vật, chẳng hạn như chuột túi kangaroo, sử dụng hình thức bật nhảy (thường được gọi là bước nhảy/cú nhảy) làm hình thức vận động chính của chúng, trong khi những loài khác, chẳng hạn như các loài ếch, chỉ sử dụng nó như một phương tiện để thoát khỏi những kẻ săn mồi. Voi là động vật không thể nhảy vì chúng quá nặng.
Nhảy cũng là một chúc năng và động tác chính yếu của các hoạt động và những môn thể thao khác nhau, bao gồm nhảy xa, nhảy cao và nhảy trình diễn trong môn cưỡi ngựa. Dáng nhảy, khác biệt với dáng đi khi chạy như phi ngựa, phi nước đại và nhảy cẩng. Nhảy hay còn gọi với những tên khác như phi thân, nhảy vọt, tung mình. Ếch là một ví dụ điển hình cho sinh vật sinh ra để nhảy, cặp đùi ếch có thể dài gần gấp đôi chiều dài cơ thể, cơ chân có thể chiếm tới 20% trọng lượng cơ thể và chúng không chỉ kéo dài bàn chân, ống chân và đùi mà còn kéo dài mắt cá chân, xương thành một khớp chi khác và tương tự kéo dài xương hông từ đó có được khả năng di động ở xương cùng để có một khớp bổ sung thứ hai. Kết quả là, ếch là vận động viên nhảy vô địch không thể tranh cãi trong các loài động vật có xương sống, chúng nhảy cao và xa hơn năm mươi lần so với chiều dài cơ thể với khoảng cách hơn tám feet.

## Tổng quan

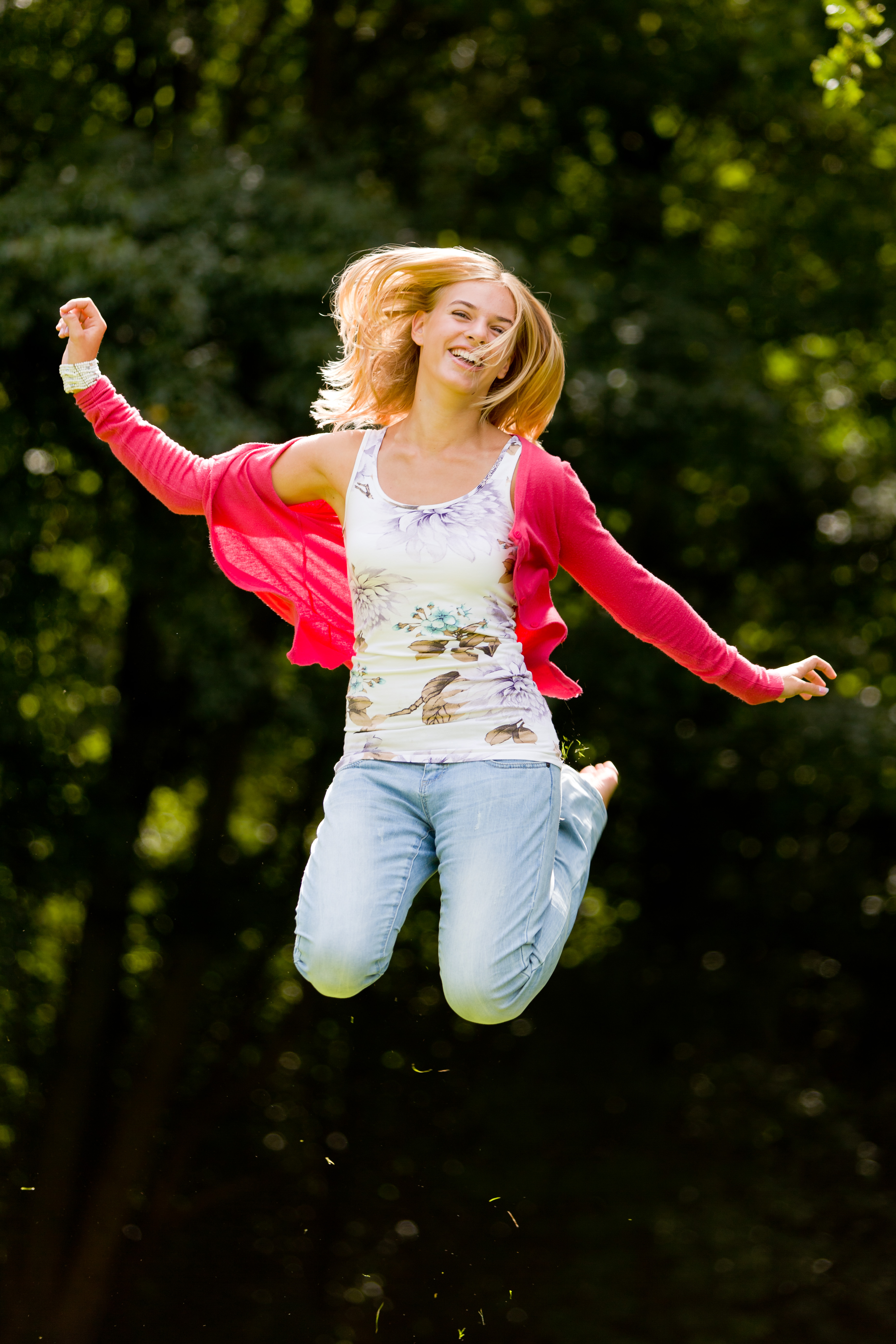
Một cô gái đang tung mình lên cao

Một cách để phân loại những cú nhảy là theo cách chuyển chân. Trong hệ thống phân loại này, năm dạng bước nhảy cơ bản được phân biệt:
- Nhảy và đáp bằng hai chân (thường thấy trong khi tập nhảy dây)
- Bật từ một chân và đáp bằng cùng một chân (nhảy lò cò)
- Nhảy từ một chân và tiếp đất bằng chân kia (nhảy choi choi)
- Giậm nhảy từ một chân và tiếp đất bằng hai chân (thường thấy trong các trò chơi)
- Bật nhảy từ hai chân và tiếp đất bằng một chân.

Những nghiên cứu đã chỉ ra rằng trẻ em siêng năng hoạt động thể chất nhiều hơn thể hiện các kiểu nhảy thành thạo hơn (cùng với các kỹ năng vận động cơ bản khác) và cũng lưu ý rằng sự phát triển của việc chạy nhảy ở trẻ em có mối quan hệ trực tiếp với tuổi tác. Khi trẻ lớn hơn, người ta thấy rằng khả năng nhảy của trẻ ở mọi hình thức cũng tăng lên. Sự phát triển nhảy vọt dễ nhận biết hơn ở trẻ em hơn là người lớn do thực tế là ít có sự khác biệt về thể chất ở lứa tuổi nhỏ hơn. Người lớn ở cùng độ tuổi có thể khác nhau rất nhiều về thể chất và năng lực thể thao nên rất khó để biết được tuổi tác ảnh hưởng đến khả năng nhảy như thế nào.

## Cơ chế nhảy
Tất cả các bước nhảy đều phải liên quan đến việc tác dụng lực lên bề mặt nền (để giậm nhảy bật lên) do đó tạo ra một lực phản để đẩy người nhảy rời khỏi bề mặt nền. Bất kỳ dạng vật chất rắn hoặc chất lỏng nào có khả năng tạo ra lực đối nghịch đều có thể dùng làm chất nền, bao gồm cả mặt đất hoặc mặt nước ví dụ như những con cá heo thực hiện việc vọt lên khỏi mặt nước và loài Euphlyctis cyanophlyctis thực hiện các cú búng nhảy đứng trên mặt nước. Các sinh vật bật nhảy hiếm khi chịu tác động của các lực khí động học đáng kể và do đó, các bước nhảy của chúng bị điều chỉnh từ các quy luật vật lý cơ bản của quỹ đạo đạn đạo. Do đó, trong khi một con chim có thể nhảy lên không trung để bắt đầu chuyến bay, thì không có chuyển động nào mà nó thực hiện sau khi bay trên không được coi là nhảy vì các điều kiện nhảy ban đầu không còn quyết định đường bay của nó nữa.
Cơ bắp (hoặc các cơ quan truyền động khác trong các hệ thống cơ học máy móc) thực hiện việc bổ sung động năng vật lý cho cơ thể của người nhảy trong quá trình thực hiện pha đẩy của bước nhảy, cơ bắp càng mạnh thì sức bật càng lớn. Điều này dẫn đến động năng khi phóng tỷ lệ với bình phương tốc độ của người nhảy. Các cơ làm việc càng nhiều thì vận tốc phóng càng lớn và do đó gia tốc càng lớn và khoảng thời gian của giai đoạn đẩy của bước nhảy càng ngắn. Công suất cơ học (công trên một đơn vị thời gian) và khoảng cách mà công suất đó được sử dụng (ví dụ: chiều dài chân) là các yếu tố quyết định chính của khoảng cách nhảy và chiều cao. Hệ quả là, nhiều động vật hay nhảy thường có chân dài và cơ bắp được tối ưu hóa để đạt được sức mạnh tối đa theo mối quan hệ lực-vận tốc của các cơ, trong thế giới động vật thì các loài thú chuyên về nhảy thường sẽ có cặp chi sau to hơn chi trước, ví dụ như thỏ.
Một người nhảy có thể đứng yên hoặc di chuyển khi bắt đầu một bước nhảy. Trong một bước nhảy từ trạng thái đứng yên (tức là bước nhảy đứng), tất cả các công việc cần thiết để tăng tốc cơ thể thông qua việc phóng được thực hiện trong một chuyển động duy nhất. Trong một bước nhảy đang di chuyển hoặc chạy đà để nhảy thì người nhảy sẽ có vận tốc bổ sung theo phương thẳng đứng khi phóng trong khi vẫn bảo toàn động lượng theo phương ngang càng nhiều càng tốt cho nên có câu phải có bước lấy đà thật tốt. Ở chuột túi có khả năng đi và nhảy bằng bằng chân giống với con người. Khi di chuyển chậm, chúng sẽ thường đi bằng cả 4 chân. Khi cần tăng tốc độ chúng sẽ di chuyển bằng 2 chân với phương pháp nhảy (khi nhảy cao phần đuôi lớn giúp chúng giữ thăng bằng).

## Cấu trúc chi

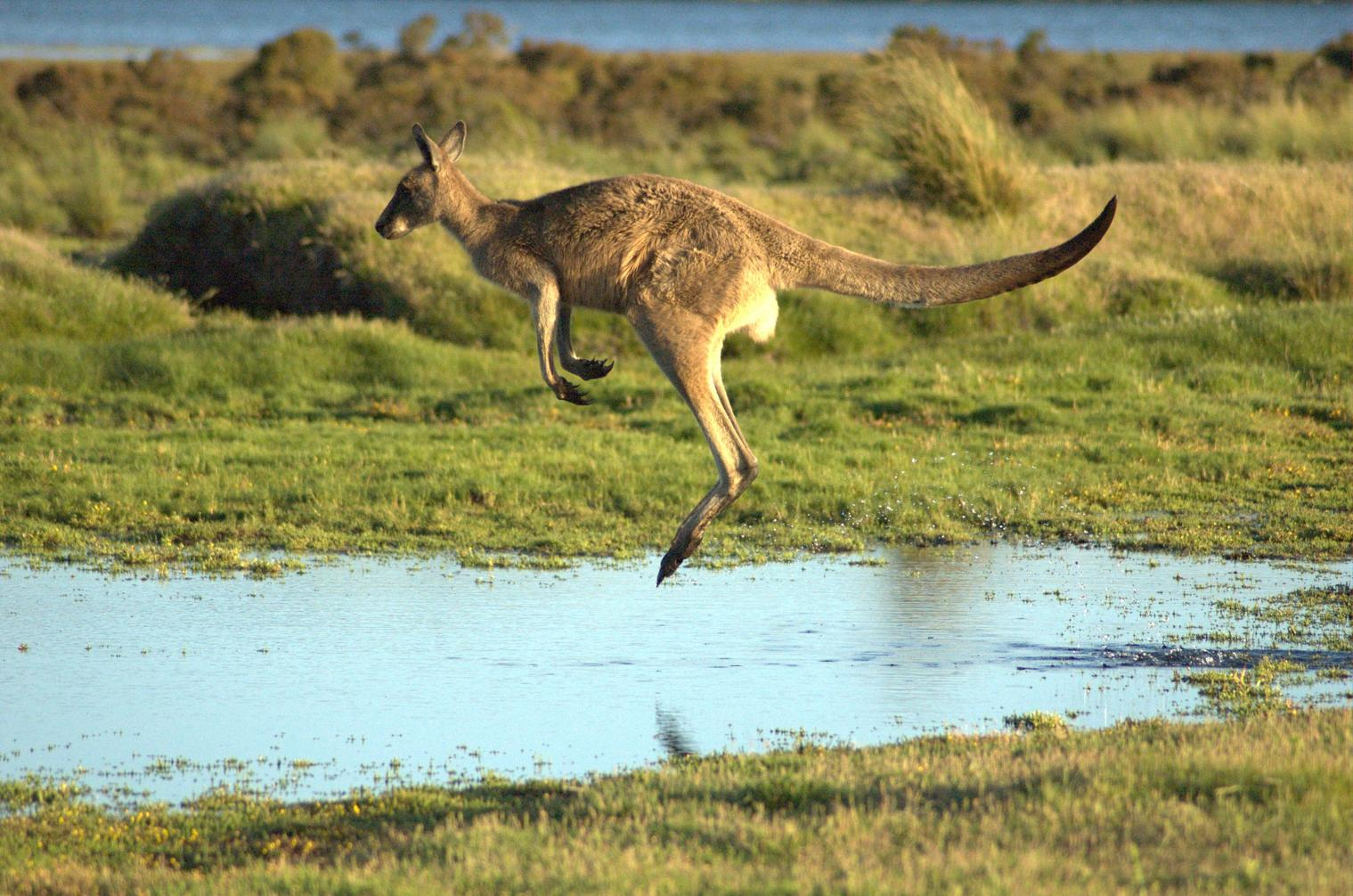
Một con chuột túi đang di chuyển nhảy, chúng có cặp chi sau rất phát triển và một cái đuôi lớn hỗ trợ cho những cú bật nhảy, một minh họa cho cơ chế đàn hồi ở động vật

Các loài vật sử dụng nhiều kiểu thích nghi giải phẫu để dành cho việc bật nhảy. Những điều chỉnh này chỉ liên quan đến việc phóng tung cơ thể thông qua việc tăng sức bật và độ nảy do đó các chi chịu trách nhiệm cho việc bật nhảy sẽ phát triển, ví dụ như ở loài báo sư tử và linh miêu thì có cặp giò sau phát triển và mông dốc. Các loài thủy sinh hiếm khi thể hiện bất kỳ những biểu hiện hình thái cơ thể cụ thể nào cho việc nhảy vì chúng sống dưới nước. Những kẻ giỏi nhảy nhót thường chủ yếu thích nghi với tốc độ và thực hiện các bước nhảy di chuyển bằng cách bơi lên mặt nước với tốc độ cao. Một số loài thủy sinh chủ yếu có thể nhảy khi ở trên cạn, chẳng hạn như cá thòi lòi có thể bật nhảy thông qua một cái hất, quẫy đuôi.
Hình thái chi của động vật trên cạn, cấu trúc đẩy chính yếu là đôi chân, mặc dù một số loài sử dụng đuôi. Đặc điểm điển hình của các loài nhảy bao gồm chân dài, cơ chân lớn và các yếu tố chi bổ sung. Chân dài làm tăng thời gian và khoảng cách mà động vật nhảy có thể dậm để vào mặt nền để đẩy tung mình lên, do đó cho phép nhiều lực hơn và nhảy nhanh hơn, cao hơn, xa hơn. Cơ chân lớn có thể tạo ra lực lớn hơn, giúp cải thiện hiệu suất nhảy. Ngoài yếu tố chân dài ra, nhiều động vật nhảy đã có quá trình tiến hóa để tinh chỉnh chức năng xương bàn chân và mắt cá chân để dài ra và sở hữu các khớp bổ sung, giúp tăng thêm nhiều đoạn cho chi và thậm chí dài hơn một cách hiệu quả.
Châu chấu sử dụng khả năng tích trữ năng lượng đàn hồi để tăng khoảng cách nhảy bằng một cái búng tách. Mặc dù công suất phát ra là yếu tố quyết định chính của khoảng cách nhảy thì các hạn chế sinh lý giới hạn sức mạnh cơ bắp ở mức xấp xỉ 375 Watts cho mỗi kg cơ việc sử dụng trữ lực đàn hồi cho phép các cơ hoạt động gần đẳng tích hơn trên đường cong lực-vận tốc. Điều này cho phép các cơ hoạt động trong một thời gian dài hơn và do đó tạo ra nhiều năng lượng hơn so với những gì chúng có thể, trong khi phần tử đàn hồi giải phóng hoạt động nhanh hơn cơ bắp có thể. Việc sử dụng tích trữ năng lượng đàn hồi đã được ghi nhận ở động vật có vú nhảy cũng như ếch, với sự gia tăng sức mạnh tương xứng từ hai đến bảy lần so với khối lượng cơ tương đương